# Paracycling-Straßenweltmeisterschaften 2018
Die Paracycling-Straßenweltmeisterschaften 2018 (2018 UCI Para-Cycling Road World Championships) fanden zwischen dem 2. August und 5. August 2018 in Maniago in Italien statt. Organisator war der italienische Behinderten-Radsportverband A.S.D. Giubileo Disabili.
2017 wurde in Maniago schon ein Weltcup-Rennen ausgerichtet.

## Resultate

### Zeitfahren Klasse B
| Frauen – WB (27,2 km) |                                       |              |            |
| #                     | Fahrerin/Pilotin                      | Nationalität | Zeit (min) |
|                       | Katie-George Dunlevy/ Eve McCrystal   | IRL          | 35:26,37   |
|                       | Lora Fachie/ Corrine Hall             | GBR          | + 00:17,01 |
|                       | Iwona Podkoscielna/ Aleksandra Teclaw | POL          | + 2:03,78  |

| Männer – MB (31 km) |                                  |              |            |
| #                   | Fahrer/Pilot                     | Nationalität | Zeit (min) |
|                     | Stephen Bate/ Adam Duggleby      | GBR          | 31:31,76   |
|                     | Vincent ter Schure/ Timo Fransen | NED          | + 00:00,55 |
|                     | Marcin Polak/ Michal Ladosz      | POL          | + 00:21,87 |

### Straßenrennen Klasse B
| Frauen – WB (81,6 km) |                                       |              |         |
| #                     | Fahrerin/Pilotin                      | Nationalität | Zeit    |
|                       | Katie-George Dunlevy/ Eve McCrystal   | IRL          | 2:00:11 |
|                       | Lora Fachie/ Corinne Hal              | GBR          | + 02:24 |
|                       | Iwona Podkoscielna/ Aleksandra Teclaw | POL          | + 02:28 |

| Männer – MB (108,8 km) |                              |              |          |
| #                      | Fahrer/Pilot                 | Nationalität | Zeit     |
|                        | Ignacio Ávila/ Joan Font     | ESP          | 02:18:02 |
|                        | Marcin Polak/ Michael Ladosz | POL          | gl. Zeit |
|                        | Adolfo Bellido/ Noel Martin  | ESP          | + 02:26  |

### Zeitfahren Klasse C
| #             | Fahrerin            | Nationalität | Zeit (min) |
| ------------- | ------------------- | ------------ | ---------- |
| WC1 (13,6 km) |                     |              |            |
|               | Katie Toft          | GBR          | 25:01,85   |
|               | Kaitlyn Schurmann   | AUS          | + 02:12,97 |
| WC2 (13,6 km) |                     |              |            |
|               | Sini Zeng           | CHN          | 21:47,73   |
|               | Keiko Noguchi       | JPN          | + 00:19,70 |
|               | Daniela Munevar     | USA          | + 00:36,66 |
| WC3 (13,6 km) |                     |              |            |
|               | Anna Beck           | SWE          | 20:33,36   |
|               | Denise Schindler    | GER          | + 01:01,77 |
|               | Jamie Whitmore      | USA          | + 01:02,77 |
| WC4 (13,6 km) |                     |              |            |
|               | Shawn Morelli       | USA          | 20:48,86   |
|               | Hannah MacDougall   | AUS          | + 00:10,35 |
|               | Meg Lemon           | AUS          | + 00:30,98 |
| WC5 (13,6 km) |                     |              |            |
|               | Sarah Storey        | GBR          | 18:53,62   |
|               | Crystal Lane-Wright | GBR          | + 00:38,91 |
|               | Anna Harkowska      | POL          | + 00:39,15 |

| #             | Fahrer               | Nationalität | Zeit (min) |
| ------------- | -------------------- | ------------ | ---------- |
| MC1 (13,6 km) |                      |              |            |
|               | Michael Teuber       | GER          | 19:27,43   |
|               | Ross Wilson          | CAN          | + 00:02,12 |
|               | Ricardo Ten Argilés  | ESP          | + 00:08,30 |
| MC2 (27,2 km) |                      |              |            |
|               | Arslan Gilmutdinow   | RUS          | 35:32,72   |
|               | Tristen Chernove     | CAN          | + 00:05,57 |
|               | Alejandro Perea      | COL          | + 00:08,10 |
| MC3 (27,2 km) |                      |              |            |
|               | Michael Sametz       | CAN          | 35:20,29   |
|               | Matthias Schindler   | GER          | + 01:26,37 |
|               | Benjamin Watson      | GBR          | + 01:30,43 |
| MC4 (27,2 km) |                      |              |            |
|               | Jozef Metelka        | SVK          | 33:50,26   |
|               | Sergei Pudow         | RUS          | + 01:15,08 |
|               | Kyle Bridgwood       | AUS          | + 01:55,55 |
| MC5 (27,2 km) |                      |              |            |
|               | Daniel Abraham Gebru | NED          | 33:26,80   |
|               | Lauro Mouro          | BRA          | + 00:41,17 |
|               | Jehor Dementjew      | UKR          | + 00:48,28 |

### Straßenrennen Klasse C
| #                      | Fahrerin            | Nationalität | Zeit (h) |
| ---------------------- | ------------------- | ------------ | -------- |
| Frauen – WC1 (40,8 km) |                     |              |          |
|                        | Katie Toft          | GBR          | 1:21:37  |
|                        | Kaitlyn Schurmann   | AUS          | + 10:16  |
| Frauen – WC2 (54,4 km) |                     |              |          |
|                        | Keiko Noguchi       | JPN          | 1:37:16  |
|                        | Zeng Sini           | CHN          | gl. Zeit |
|                        | Daniela Munevat     | COL          | gl. Zeit |
| Frauen – WC3 (54,4 km) |                     |              |          |
|                        | Anna Beck           | SWE          | 1:37:16  |
|                        | Denise Schindler    | GER          | gl. Zeit |
|                        | Jamie Whitmore      | USA          | gl. Zeit |
| Frauen – WC4 (68 km)   |                     |              |          |
|                        | Shawn Morelli       | USA          | 1:55:21  |
|                        | Hannah MacDougall   | AUS          | + 00:06  |
|                        | Ruan Jianping       | CHN          | + 01:54  |
| Frauen – WC5 (68 km)   |                     |              |          |
|                        | Sarah Storey        | GBR          | 1:51:13  |
|                        | Paula Ossa          | COL          | gl. Zeit |
|                        | Crystal Lane-Wright | GBR          | gl. Zeit |

| #                      | Fahrer              | Nationalität | Zeit     |
| ---------------------- | ------------------- | ------------ | -------- |
| Männer – MC1 (68 km)   |                     |              |          |
|                        | Pierre Senska       | GER          | 1:49:09  |
|                        | Ricardo Ten Argilés | ESP          | gl. Zeit |
|                        | Li Zhangyu          | CHN          | + 00:03  |
| Männer – MC2 (68 km)   |                     |              |          |
|                        | Tristen Chernove    | CAN          | 1:45:30  |
|                        | Alejandro Perea     | COL          | gl. Zeit |
|                        | Darren Hicks        | AUS          | gl. Zeit |
| Männer – MC3 (68 km)   |                     |              |          |
|                        | Kris Bosmans        | BEL          | 1:45:13  |
|                        | Fabio Anobile       | ITA          | + 00:02  |
|                        | Sergei Ustinow      | RUS          | + 00:02  |
| Männer – MC4 (81,6 km) |                     |              |          |
|                        | Michele Pittacolo   | ITA          | 1:52:00  |
|                        | Sergei Pudow        | RUS          | gl. Zeit |
|                        | Louis Clincke       | BEL          | gl. Zeit |
| Männer – MC5 (81,6 km) |                     |              |          |
|                        | Alistair Donohoe    | AUS          | 1:51:20  |
|                        | Jehor Dementjew     | UKR          | + 00:24  |
|                        | Pierpaolo Addesi    | ITA          | + 00:24  |

### Zeitfahren Klasse T
| #                     | Fahrerin         | Nationalität | Zeit (min) |
| --------------------- | ---------------- | ------------ | ---------- |
| Frauen – T1 (15,5 km) |                  |              |            |
|                       | Shelley Gautier  | CAN          | 38:03,35   |
|                       | Julia Sibagatowa | RUS          | + 00:05,11 |
|                       | Olga Zibulskaja  | RUS          | + 28:35,46 |
| Frauen – T2 (15,5 km) |                  |              |            |
|                       | Carol Cooke      | AUS          | 33:03,98   |
|                       | Jill Walsh       | USA          | + 00:07,07 |
|                       | Jana Majunke     | GER          | + 01:10,87 |

| #                     | Fahrer                | Nationalität | Zeit (min) |
| --------------------- | --------------------- | ------------ | ---------- |
| Männer – T1 (13,6 km) |                       |              |            |
|                       | Giorgio Farroni       | ITA          | 25:05,00   |
|                       | Chen Jianxin          | CHN          | + 00:14,34 |
|                       | Gonzalo García Abella | ESP          | + 00:16,99 |
| Männer – T2 (13,6 km) |                       |              |            |
|                       | Ryan Boyle            | USA          | 22:13,83   |
|                       | Craig Collis-McCann   | GBR          | + 00:44,38 |
|                       | Joan Reinoso          | ESP          | + 00:58,82 |

### Straßenrennen Klasse T
| #                      | Fahrerin         | Nationalität | Zeit (h)   |
| ---------------------- | ---------------- | ------------ | ---------- |
| Frauen – WT1 (27,2 km) |                  |              |            |
|                        | Shelley Gautier  | CAN          | 1:05,36    |
|                        | Julia Sibagatowa | RUS          | + 00:18,13 |
|                        | Olga Zibulskaja  | RUS          | + 00:13,41 |
| Frauen – WT2 (27,2 km) |                  |              |            |
|                        | Jill Walsh       | USA          | 00:56:10   |
|                        | Carol Cooke      | AUS          | + 00:00:02 |
|                        | Jana Majunke     | GER          | + 00:00:57 |

| #                      | Fahrer                | Nationalität | Zeit (h)   |
| ---------------------- | --------------------- | ------------ | ---------- |
| Männer – MT1 (27,2 km) |                       |              |            |
|                        | Giorgio Farroni       | ITA          | 1:10:43    |
|                        | Chen Jianxin          | CHN          | gl. Zeit   |
|                        | Gonzalo García Abella | ESP          | + 00:00:05 |
| Männer – MT2 (40,8 km) |                       |              |            |
|                        | Ryan Boyle            | USA          | 1:13:35    |
|                        | Joan Reinoso          | ESP          | + 00:00:49 |
|                        | Nestor Ayala          | COL          | + 00:01:06 |

### Zeitfahren Klasse H
| #                        | Fahrerin               | Nationalität | Zeit (min) |
| ------------------------ | ---------------------- | ------------ | ---------- |
| Frauen – WH1 (13,650 km) |                        |              |            |
|                          | Emilie Miller          | AUS          | 58:15,25   |
| Frauen – WH2 (13,650 km) |                        |              |            |
|                          | Carmen Koedood         | NLD          | 37:38,89   |
|                          | Jeon Mikyoung          | KOR          | + 04:13,17 |
| Frauen – WH3 (13,650 km) |                        |              |            |
|                          | Francesca Porcellato   | ITA          | 23:36,57   |
|                          | Alicia Dana            | USA          | + 0:27,28  |
|                          | Jady Martins           | BRA          | + 0:43,73  |
| Frauen – WH4 (13,650 km) |                        |              |            |
|                          | Jennette Jansen        | NED          | 23:30,05   |
|                          | Swetlana Moschkowitsch | RUS          | + 0:51,11  |
|                          | Sandra Graf            | SUI          | + 1:10,78  |
| Frauen – WH5 (13,650 km) |                        |              |            |
|                          | Laura de Vaan          | NED          | 22:41,37   |
|                          | Andrea Eskau           | GER          | + 01:07,03 |
|                          | Ana Maria Vitelaru     | ITA          | + 04:30,54 |

| #                        | Fahrer                  | Nationalität | Zeit (min) |
| ------------------------ | ----------------------- | ------------ | ---------- |
| Männer – MH1 (13,650 km) |                         |              |            |
|                          | Fabrizio Cornegliani    | ITA          | 31:11,88   |
|                          | Nicolas Pieter du Preez | RSA          | + 00:15,23 |
|                          | Benjamin Früh           | SUI          | + 02:35,00 |
| Männer – MH2 (13,650 km) |                         |              |            |
|                          | Luca Mazzone            | ITA          | 23:14,14   |
|                          | William Groulx          | USA          | + 00:27,54 |
|                          | Sergio Garrote          | ESP          | + 01:03,04 |
| Männer – MH3 (13,650 km) |                         |              |            |
|                          | Federico Mestroni       | ITA          | 21:07,63   |
|                          | Paolo Cecchetto         | ITA          | + 00:04,57 |
|                          | Alex Hyndman            | CAN          | + 00:12,95 |
| Männer – MH4 (13,650 km) |                         |              |            |
|                          | Jetze Plat              | NED          | 19:20,08   |
|                          | Krystian Giera          | POL          | + 00:54,24 |
|                          | Rafał Wilk              | POL          | + 01:44,55 |
| Männer – MH5 (13,650 km) |                         |              |            |
|                          | Oz Sanchez              | USA          | 39:10,02   |
|                          | Tim de Vries            | NED          | + 00:05,71 |
|                          | Alessandro Zanardi      | ITA          | + 01:01,39 |

### Straßenrennen Klasse H
| #                      | Fahrerin               | Nationalität | Zeit (h)   |
| ---------------------- | ---------------------- | ------------ | ---------- |
| Frauen – WH1 (13,6 km) |                        |              |            |
|                        | Emilie Miller          | AUS          | 1:00:46    |
| Frauen – WH2 (27,2 km) |                        |              |            |
|                        | Carmen Koedood         | NLD          | 1:20:47    |
|                        | Jeon Mikyoung          | KOR          | + 00:09:04 |
| Frauen – WH3 (54,4 km) |                        |              |            |
|                        | Francesca Porcellato   | ITA          | 1:40:45    |
|                        | Alicia Dana            | USA          | gl. Zeit   |
|                        | Jady Martins           | BRA          | + 00:00:37 |
| Frauen – WH4 (54,4 km) |                        |              |            |
|                        | Jennette Jansen        | NED          | 1:40:48    |
|                        | Swetlana Moschkowitsch | RUS          | + 00:00:34 |
|                        | Sandra Graf            | SUI          | + 00:03:07 |
| Frauen – WH5 (54,4 km) |                        |              |            |
|                        | Andrea Eskau           | GER          | 1:43:44    |
|                        | Laura de Vaan          | NLD          | gl. Zeit   |
|                        | Ana Maria Vitelaru     | ITA          | + 00:19:21 |

| #                      | Fahrer                  | Nationalität | Zeit (h)   |
| ---------------------- | ----------------------- | ------------ | ---------- |
| Männer – MH1 (40,8 km) |                         |              |            |
|                        | Fabrizio Cornegliani    | ITA          | 1:41:10    |
|                        | Nicolas Pieter du Preez | RSA          | + 00:01:49 |
|                        | Harri Sopanen           | FIN          | + 00:05:12 |
| Männer – MH2 (54,4 km) |                         |              |            |
|                        | William Groulx          | USA          | 1:40:43    |
|                        | Luca Mazzone            | ITA          | gl. Zeit   |
|                        | Sergio Garrote          | ESP          | + 00:00:54 |
| Männer – MH3 (68 km)   |                         |              |            |
|                        | Jean-François Deberg    | BEL          | 1:52:23    |
|                        | Riadh Tarsim            | FRA          | + 00:12:22 |
|                        | David Franek            | FRA          | + 00:12:22 |
| Männer – MH4 (68 km)   |                         |              |            |
|                        | Jetze Plat              | NED          | 1:40:35    |
|                        | Rafał Wilk              | POL          | + 00:00:05 |
|                        | Vico Merklein           | GER          | + 00:04:40 |
| Männer – MH5 (68 km)   |                         |              |            |
|                        | Tim de Vries            | NED          | 1:46:17    |
|                        | Oz Sanchez              | USA          | + 00:01:26 |
|                        | Mitch Valize            | NLD          | + 00:01:44 |

### Handbiker Staffel
| Platz | Sportler                                        | Land | Zeit (min) |
| ----- | ----------------------------------------------- | ---- | ---------- |
|       | David Randall William Groulx Oz Sanchez         | ITA  | 27:55      |
|       | Paolo Cecchetto Luca Mazzone Alessandro Zanardi | ITA  | gl. Zeit   |
|       | Israel Rider Sergio Garrote Garcia-Marquinia    | ESP  | + 00:59    |

## Leistungsklassen
Die Leistungsklassen werden nach Disziplin unterschieden, wobei die höchste Beeinträchtigung mit der niedrigsten Ziffer bezeichnet wird:
- Cycling (Rennrad): C1 – C5
- Tandem für Sehbehinderte, die mit einem Piloten ohne Sehbehinderung fahren: B
- Handbike: H1 – H4
- Dreirad: T1 – T2

Bei Frauen und Männern wird jeweils ein „W“ beziehungsweise ein „M“ vor die Bezeichnung der Klassifikation gesetzt.